# 孟加拉塔卡
孟加拉塔卡（羅馬化：ṭaka）為孟加拉國流通貨幣。ISO 4217編號BDT。輔幣單位派沙，1塔卡=100派沙。

## 流通中的貨幣

### 硬幣

孟加拉流通的 8 款硬幣。

- 1 派沙
  - 正面：孟加拉國徽
  - 背面：花卉圖案
- 5 派沙
  - 正面：孟加拉國徽
  - 背面：耕犁、工業齒輪
- 10 派沙
  - 正面：孟加拉國徽
  - 背面：一男一女在互望
- 25 派沙
  - 正面：孟加拉國徽
  - 背面：孟加拉虎
- 50 派沙
  - 正面：孟加拉國徽
  - 背面：雲鰣、雞、菠蘿、香蕉
- 1 塔卡
  - 正面：孟加拉國徽
  - 背面：兩個大人和兩個小孩在互望
- 2 塔卡
  - 正面：孟加拉國徽
  - 背面：兩個小孩在閱讀
- 5 塔卡
  - 正面：孟加拉國徽
  - 背面：海灘與白雲

### 紙幣

孟加拉現在流通的紙幣系列。

- 2 塔卡
  - 正面：謝赫·穆吉布·拉赫曼
  - 背面：位於首都達卡的沙希德高塔和花朵
- 5 塔卡
  - 正面：謝赫·穆吉布·拉赫曼
  - 背面：佐托索纳尔清真寺
- 10 塔卡
  - 正面：謝赫·穆吉布·拉赫曼
  - 背面：白圖穆卡蘭清真寺
- 20 塔卡
  - 正面：謝赫·穆吉布·拉赫曼
  - 背面：六十圆顶清真寺
- 50 塔卡
  - 正面：謝赫·穆吉布·拉赫曼
  - 背面：兩隻牛在拖拉兩人
- 100 塔卡
  - 正面：謝赫·穆吉布·拉赫曼
  - 背面：星清真寺
- 500 塔卡
  - 正面：謝赫·穆吉布·拉赫曼
  - 背面：進行耕作的情景
- 1000 塔卡
  - 正面：謝赫·穆吉布·拉赫曼
  - 背面：孟加拉國民議會大廈

## 外部連結
- 孟加拉塔卡介紹頁面（页面存档备份，存于）
- 唐的世界硬币画廊：孟加拉国
- 罗恩·怀斯的世界纸币：孟加拉国 镜像网站
- 现代金融系统表格－库尔特·舒勒制作：亚洲 镜像网站
- 环球货币历史：孟加拉国
- 《环球金融资料》货币历史表格（ 微软试算表格式）
- 孟加拉国的历史钞票（页面存档备份，存于） （英文）（德文）
- （包子）孟加拉塔卡率 （页面存档备份，存于）